# جاريد هودكيس
جاريد هودكيس (بالإنجليزية: Jared Hodgkiss)‏ (15 نوفمبر 1986 في المملكة المتحدة - ) هو لاعب كرة قدم بريطاني في مركز الظهير. لعب مع فوريست غرين ونادي أبردين ووست بروميتش ألبيون وMarket Drayton Town F.C. ‏ ونادي كيدرمينستر هاريرز لكرة القدم ونادي نورثامبتون تاون.

## وصلات خارجية
- جاريد هودكيس على موقع قاعدة بيانات كرة القدم.إي يو (الإنجليزية)
- جاريد هودكيس على موقع Soccerbase.com (لاعب) (الإنجليزية)
- جاريد هودكيس على موقع Soccerway.com (الإنجليزية)
- جاريد هودكيس على موقع عالم كرة القدم.نت (الإنجليزية)